# GPC Biotech

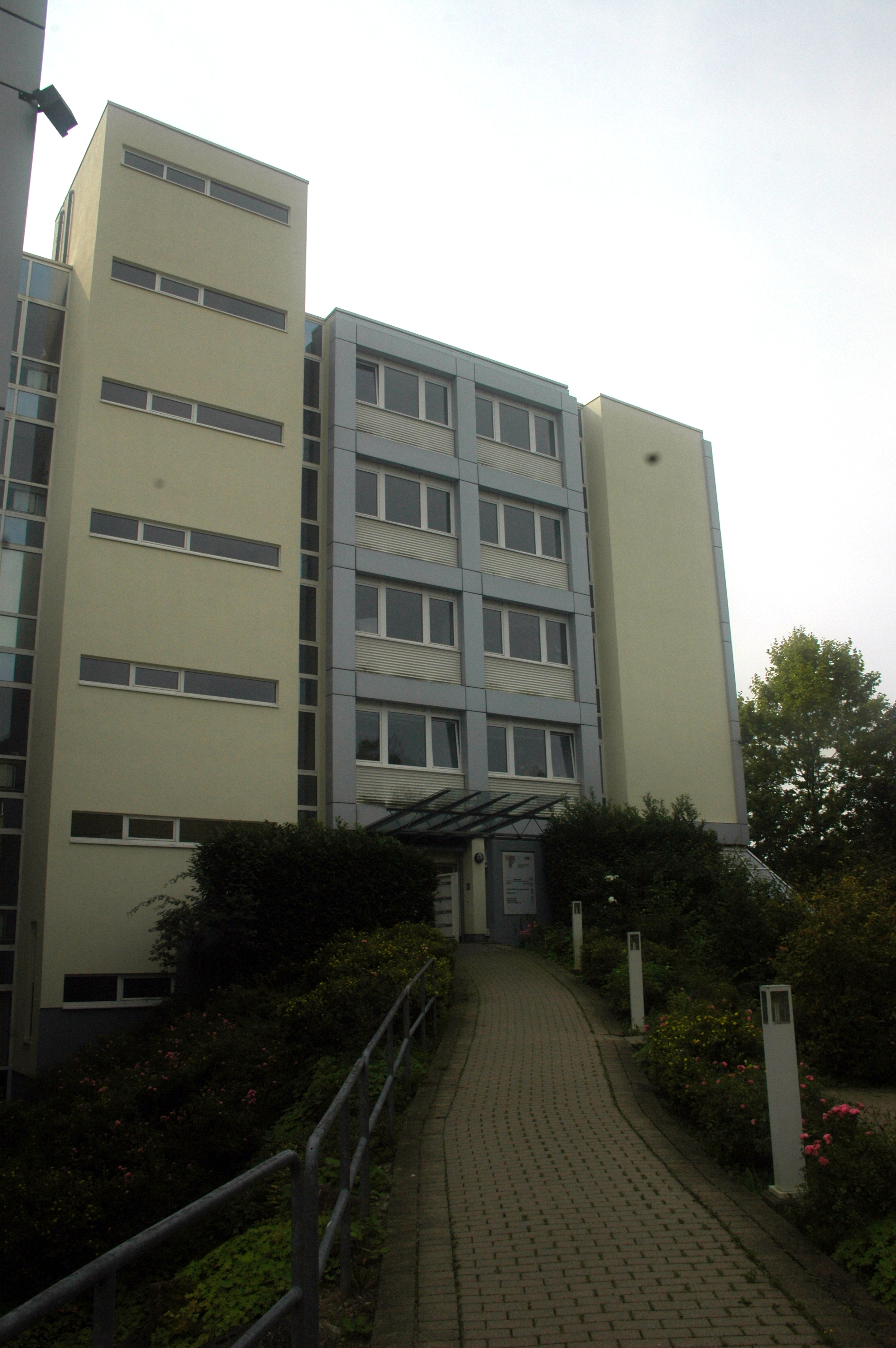
Im Neuenheimer Feld 515 – registrierter Sitz in Heidelberg

GPC Biotech war ein Biotechnologie-Unternehmen, das in der Erforschung und Entwicklung von Medikamenten gegen Krebs tätig war. Am 5. November 2009 wurde das Unternehmen von der Agennix AG übernommen. Am 23. Mai 2013 gab Agennix die Liquidation der Gesellschaft bekannt.

## Geschichte
GPC Biotech war an der Deutschen Börse in Frankfurt am Main notiert, seit März 2003 im TecDAX 30. Am 27. Dezember 2007 schied die Aktie von GPC Biotech aus dem TecDax aus. In den USA war die Aktie im NASDAQ Health Care Index gelistet.
Das Unternehmen schloss 2005 für Europa und einige andere Länder eine Partnerschaft in der Medikamentenentwicklung, Vermarktung und im Vertrieb mit der Pharmion Corporation ab. Es entwickelte unter anderem Satraplatin, ein Mittel zur oralen Chemotherapie (insbesondere in Kombination mit Präparaten anderer Unternehmen) bei bereits hormonresistentem Prostatakrebs. US-amerikanischer Entwicklungs- und Lizenzpartner war seit 19. Dezember 2005 Spectrum Pharmaceuticals. Mit diesem Unternehmen war 2007 ein Schiedsgerichtsverfahren anhängig.
Der Satraplatin-Zulassungsantrag für Europa war für 2007 geplant. Nach einer negativen Beurteilung des Medikaments durch die US-Gesundheitsbehörde FDA fiel die Aktie am 20. Juli 2007 um 34 Prozent, und am 31. Oktober 2007 stürzte der Kurs um über 60 % ab, da das genannte Mittel Satraplatin wichtige Forschungsziele verfehlt hatte.
Die GPC Biotech AG fusionierte 2009 mit der amerikanischen Firma Agennix.

## Struktur
Der Hauptsitz des Unternehmens war Martinsried/Planegg bei München. Standorte der US-amerikanischen Tochtergesellschaft GPC Biotech Inc. waren Waltham/Boston (Massachusetts, Ende 2007 geschlossen) und Princeton (New Jersey).
Vorstandsvorsitzender von GPC Biotech war seit 1998 Bernd R. Seizinger, Aufsichtsratsvorsitzender war Jürgen Drews.
Die Familie des SAP-Gründers Dietmar Hopp hielt (über Zwischengesellschaften) größere Aktienanteile. Ende September 2006 veräußerte der bis dahin zweitgrößte Aktionär Altana nach dem Abstoß seiner Pharmasparte auch die seit 2001 gehaltene 7,1 % Beteiligung bei GPC Biotech an Goldman Sachs.